# Кубок Парагваю з футболу 2025
Кубок Парагваю з футболу 2025 — 7-й розіграш кубкового футбольного турніру у Парагваї. Титул володаря кубка захищає Лібертад.

## Календар
| Раунд               | Дата                       | Матчі | Клуби   |
| ------------------- | -------------------------- | ----- | ------- |
| Перший раунд        | 27 травня - 26 червня 2025 | 25    | 75 → 52 |
| Другий раунд        | 8 - 25 липня 2025          | 20    | 52 → 32 |
| 1/16 фіналу         |                            | 16    | 32 → 16 |
| 1/8 фіналу          |                            | 8     | 16 → 8  |
| 1/4 фіналу          |                            | 4     | 8 → 4   |
| 1/2 фіналу          |                            | 2     | 4 → 2   |
| Матч за третє місце |                            | 1     |         |
| Фінал               |                            | 1     | 2 → 1   |